# Quiste tirogloso

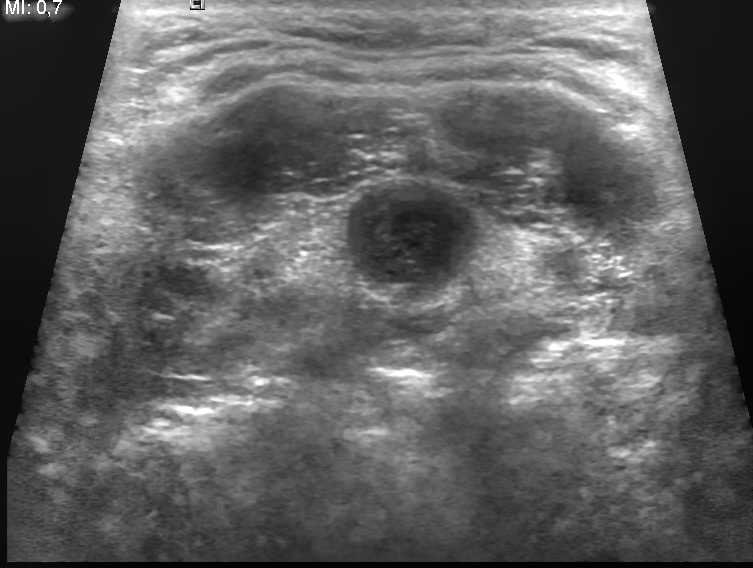
Imagen de ultrasonido de un quiste en el conducto tirogloso.

En medicina, un quiste tirogloso es un quiste fibroso que se forma de manera persistente en el conducto tirogloso, usualmente el medio del cuello, doloroso a la palpación, en especial si llega a infectarse. Puede causar dificultades para respirar, para tragar y/o malestar abdominal, especialmente si la masa se torna grande. 

## Epidemiología
El quiste tirogloso es un trastorno congénito, por lo que se diagnostica con más frecuencia en niños en edad preescolar o a mediados, usualmente seguido de una infección de las vías respiratorias superiores. Los quistes del conducto tirogloso son considerados la tumefacción congénita del cuello más frecuente y constituye la segunda causa de tumor cervical después de las linfadenopatías benignas. En menos del 1% de los quistes se puede ver una transformación maligna, generalmente de origen tiroideo. Ocasionalmente el quiste tirogloso puede ser confundido con una fisura media cervical o viceversa.

## Características
Las ubicaciones más frecuentes del quiste tirogloso es la línea media o levemente a un lado de la línea media, entre el istmo de la glándula tiroides y el hueso hioides o justo por encima del hioides. Un quiste tirogloso puede desarrollarse en cualquier punto a lo largo del conducto tirogloso, aunque los quistes en la lengua o el piso de la boca son poco frecuentes. Un quiste en el conducto tirogloso puede moverse hacia arriba al protruir la lengua.
Los quistes tiroglosos están asociados a un aumentado riesgo de tejido tiroideo ectópico. Ocasionalmente un tiroides lingual puede verse en la lengua como una masa aplanada de forma de fresa en la base de la lengua.
Raramente, la persistencia del conducto tirogloso puede volverse maligno, recibiendo el nombre de carcinoma del conducto tirogloso. En estos casos las células cancerosas son principalmente de tejido tiroideo ectópico que se han depositado a lo largo del conducto tirogloso, usualmente por razón de una exposición a radiación, aunque es posible el desarrollo de carcinomas de origen no tiroideo.

## Embriología
En la quinta o sexta semana de la gestación, la glándula tiroides se localiza desde la base de la lengua y llega a su posición final en el cuello. El conducto tirogloso se origina del foramen caecum en el punto de unión del tercio posterior y los 2/3 anteriores de la lengua, lugar donde desapareció la constitución tiroidea. Cualquier porción de este tracto puede persistir formando una sinuosidad, fístula o quiste. La mayoría de las fístulas se desarrollan seguido de la ruptura o incisión de un quiste tirogloso infectado. Los quistes del conducto tirogloso nunca llegan a tener una abertura externa a la piel del cuello.

## Cuadro clínico
Las características clínicas pueden ser halladas en la porción subhioidea de la laringe y un 75% de los casos se presentan como tumefacciones en la línea media. El resto se localiza a los lados laterales a la altura de la prominencia laríngea del cuello.
El quiste del conducto tirogloso se presenta mayormente como una masa asintomática y palpable en la porción central del cuello que por lo general se mueve al tragar y al sacar la lengua. Es probable encontrar dolor de garganta, del cuello o disfagia.
La persistencia del conducto o sus sinosidades pueden promover secreciones orales, que pueden causar la infección del quiste. Hasta un 50% de los quistes tiroglosos no son diagnosticados sino en la vida adulta. El tracto puede permanecer latente por varios años o incluso décadas hasta que algún estímulo conlleve a su detección. La infección puede causar la aparición transitoria de la masa o su agrandamiento con ocasionales recurrencias. También ocurren drenajes espontáneos del quiste.

## Tratamiento
El tratamiento de un quiste tirogloso consiste en la resección quirúrgica, a menudo requiriéndose la remoción de la sección media del hueso hioides. Aunque son quistes por lo general benignos, el quiste tiende a ser removido si el paciente exhibe dificultades para respirar o tragar, o si el quiste llega a infectarse. Aun si estos síntomas no están presentes, puede decidirse el tratamiento quirúrgico del quiste con el fin de evitar el riesgo de su infección o la posible aparición de un carcinoma, o bien por razones estéticas, si la protrusión es notable en el cuello.
El manejo quirúrgico requiere la escisión del quiste, así como sus conductos y ramificaciones, de existir. El remover la porción central del hueso hioides se indica para asegurar que todos los conductos sean removidos de su paso. No es probable ver recurrencias después de tal operación. Con frecuencia se indican antibióticos, en especial si hay signos de una infección.
Después de la operación se recomienda evaluar la función tiroidea, así como imágenes de la tiroides para demostrar la apropiada función de los tejidos tiroideos.